# Фомичёва, Мария Сергеевна
Мария Сергеевна Фомичёва — советский деятель сельского хозяйства, Герой Социалистического Труда.

## Биография
Родилась в 1927 году в Тамбовской губернии. Член КПСС.
В 1946—1963 гг. — колхозница, звеньевая полеводческой бригады колхоза «Заветы Ильича».
В 1963—1983 гг. — бригадир комплексной бригады колхоза «Заветы Ильича» Узловского района Тульской области.
Указом Президиума Верховного Совета СССР от 8 апреля 1971 года за выдающиеся успехи, достигнутые в развитии сельскохозяйственного производства и выполнении пятилетнего плана продажи государству продуктов земледелия и животноводства, присвоено звание Героя Социалистического Труда с вручением ордена Ленина и золотой медали «Серп и Молот».
Делегат XXIV съезда КПСС.
Умерла в деревне Дубовое Узловского района в 1999 году.

## Награды и звания
- Герой Социалистического Труда (08.04.1971).
- орден Ленина (08.04.1971)
- орден Октябрьской Революции (23.12.1976)
- орден «Знак Почёта» (23.06.1966)
- медаль «За трудовое отличие» (30.01.1957)